# 刘玉婉
刘玉婉（1965年—），女，汉族，祖籍河北迁安，生于天津，中华人民共和国政治人物，中国东方演艺集团一级演员。第十三、十四届全国政协委员。